# Juan David Mosquera
Juan David Mosquera (Cali, 2002. szeptember 5. –) kolumbiai válogatott labdarúgó, az amerikai Portland Timbers hátvédje.

## Pályafutása

### Klubcsapatokban
Mosquera a kolumbiai Cali városában született. Az ifjúsági pályafutását a Club Carlos Sarmiento Lora csapatában kezdte, majd az Independiente Medellín akadémiájánál folytatta.
2020-ban mutatkozott be az Independiente Medellín felnőtt keretében. 2022. július 27-én 4½ éves szerződést kötött az észak-amerikai első osztályban szereplő Portland Timbers együttesével. Először a 2022. szeptember 18-ai, Columbus Crew ellen 1–1-es döntetlennel zárult mérkőzés 82. percében, Larrys Mabiala cseréjeként lépett pályára. Első gólját 2023. február 18-án, a Sporting Kansas City ellen hazai pályán 1–0-ás győzelemmel zárult találkozón szerezte meg.

### A válogatottban
Mosquera az U17-es korosztályos válogatottban is képviselte Kolumbiát.
2023-ban debütált a felnőtt válogatottban. Először a 2023. január 29-ei, Amerika ellen 0–0-ás döntetlennel zárult mérkőzésen lépett pályára.

## Statisztikák
2023. június 25. szerint
| Klub             | Szezon   | Osztály  | Bajnokság | Bajnokság | Kupa  | Kupa | Nemzetközi | Nemzetközi | Összesen | Összesen |
| Klub             | Szezon   | Osztály  | Meccs     | Gól       | Meccs | Gól  | Meccs      | Gól        | Meccs    | Gól      |
| ---------------- | -------- | -------- | --------- | --------- | ----- | ---- | ---------- | ---------- | -------- | -------- |
| Portland Timbers | 2022     | MLS      | 3         | 0         | 0     | 0    | —          | —          | 3        | 0        |
| Portland Timbers | 2023     | MLS      | 16        | 2         | 1     | 0    | —          | —          | 17       | 2        |
| Összesen         | Összesen | Összesen | 19        | 2         | 1     | 0    | 0          | 0          | 20       | 2        |

### A válogatottban
| Válogatott | Év       | Pályára lépés | Gól |
| ---------- | -------- | ------------- | --- |
| Kolumbia   | 2023     | 1             | 0   |
| Összesen   | Összesen | 1             | 0   |